# Joanna Wiśniewska-Paluszak
Joanna Alicja Wiśniewska-Paluszak z domu Idczak (ur. 1971) – polska ekonomistka, nauczyciel akademicki, doktor habilitowany nauk ekonomicznych, profesor nadzwyczajny Uniwersytetu Przyrodniczego w Poznaniu, działaczka polityczna i samorządowa.

## Życiorys
W 1994 ukończyła studia na Akademii Ekonomicznej w Poznaniu, a w 1998 uzyskała na tej uczelni stopień doktora nauk ekonomicznych. W 2018 uzyskała habilitację na Uniwersytecie Przyrodniczym w Poznaniu. Została profesorem nadzwyczajnym na Wydziale Ekonomicznym tej uczelni. Wykładała także w Wyższej Szkole Handlu i Usług w Poznaniu. Pracowała w Ośrodku Doradztwa Rolniczego w Poznaniu. Była stypendystką m.in. Ministerstwa Nauki Austrii, Ministerstwa Spraw Zagranicznych Izraela oraz Królewskiej Akademii Rolniczo-Weterynaryjnej w Kopenhadze.
Należała do Samoobrony RP. Od 2002 do 2004 sprawowała urząd wicestarosty powiatu włocławskiego. W wyborach do Parlamentu Europejskiego w 2004 bez powodzenia ubiegała się z o mandat deputowanej (uzyskała 4242 głosy).